# Station Babica Kolonia
Station Babica Kolonia is een spoorwegstation in de Poolse plaats Babica.